# Motörhead (album)
Motörhead je debutovým albem skupiny Motörhead, vyšlo u Chiswick records 24. září 1977. Nahráno bylo v Escape studios v Kentu Johnem Burnsem, v produkci Speedy Kenta.
V roce 2009 vyšlo remasterované vydání na Devils Jukebox records které navíc obsahuje jednostranné 12"EP se čtyřmi skladbami nahranými na stejné nahrávací session jako celé album, a které již dříve vyšly na nahrávce Beer Drinkers and Hell Raisers ve formě oboustranného 12"EP.

## Seznam skladeb

### Strana A
1. „Motörhead“
2. „Vibrator“
3. „Lost Johnny“
4. „Iron Horse/Born to Loose“

### Strana B
1. „White Line Fever“
2. „Keep Us on the Road“
3. „The Watcher“
4. „The Train kept A-Rollin'“

### Bonusové skladby
1. „City kids“
2. „Beer drinkers and Hell raisers“
3. „On parole“
4. „I'm your witchdoctor“
5. „Instro“

## Sestava
- Ian „Lemmy“ Kilmister – baskytara/zpěv
- „Fast“ Eddie Clarke – kytara
- Phil „Philty“ Taylor – bicí